# Liste der Stolpersteine in Nieder-Olm
Die Liste der Stolpersteine in Nieder-Olm enthält alle 30 Stolpersteine, die von Gunter Demnig in Nieder-Olm am 17. November 2012 verlegt wurden. Sie erinnern an die Opfer des Nationalsozialismus, die in Nieder-Olm ihren letzten bekannten Wohnsitz hatten, bevor sie deportiert, ermordet, vertrieben oder in den Suizid getrieben wurden.
Hinweis: Die Liste ist sortierbar. Durch Anklicken eines Spaltenkopfes wird die Liste nach dieser Spalte sortiert, zweimaliges Anklicken kehrt die Sortierung um. Durch das Anklicken zweier Spalten hintereinander lässt sich jede gewünschte Kombination erzielen.
Anklicken des Bildes vergrößert das Bild.

## Liste der Stolpersteine
| Adresse               | NS-Opfer                                    | Inschrift                                          | Bild | Gestiftet von                                 |
| --------------------- | ------------------------------------------- | -------------------------------------------------- | ---- | --------------------------------------------- |
| Pariser Straße 105 ·  | Albert Kramer Jg. 1866                      | Deportiert 1942 Theresienstadt Ermordet 13.12.1942 |      | Angelsportverein Nieder-Olm                   |
| Pariser Straße 105 ·  | Justine Kramer geb. Selig Jg. 1869          | Deportiert 1942 Theresienstadt Ermordet 18.1.1943  |      | SPD-Ortsverein Nieder-Olm                     |
| Pariser Straße 111, · | Otto Mayer Jg. 1881                         | Deportiert 1942 Piaski Ermordet                    |      | Tischtennisclub Nieder-Olm                    |
| Pariser Straße 111, · | Elisabeta Mayer geb. Mann Jg. 1885          | Deportiert 1942 Piaski                             |      | Katholische Pfarrgemeinde St. Georg           |
| Pariser Straße 111, · | Ernst Mayer Jg. ???                         | Flucht 1939 USA                                    |      | Sängervereinigung 1842 Nieder-Olm e. V.       |
| Pariser Straße 111, · | Else Blättner geb. Mayer Jg. 1908           | Deportiert 1942 Piaski Ermordet                    |      | CDU-Stadtratsfraktion                         |
| Pariser Straße 111, · | Ludwig Blättner Jg. 1902                    | Deportiert 1942 Piaski Ermordet                    |      | Gymnasium Nieder-Olm                          |
| Pariser Straße 111, · | Channa Blättner Jg. 1939                    | Deportiert 1942 Piaski Ermordet                    |      | FWG Freie Wählergemeinschaft                  |
| Pariser Straße 111, · | Barbara Goetz geb. Mayer Jg. 1879           | Deportiert 1941 Litzmannstadt Ermordet             |      | AWO - Arbeiterwohlfahrt Ortsverein Nieder-Olm |
| Pariser Straße 111, · | Bertha Sara Levy geb. Mayer Jg. 1875        | Deportiert Auschwitz Ermordet 20.11.1942           |      | DJK - Nieder-Olm e. V.                        |
| Pariser Straße 106 ·  | Josef Nachmann Jg. 1904                     | Deportiert 1942 Piaski Ermordet 23.7.1942 Majdanek |      | Gesangverein Liederkranz                      |
| Pariser Straße 106 ·  | Franziska Nachmann geb. Mayer Jg. 1918      | Deportiert 1942 Piaski Ermordet                    |      | Gesangverein Liederkranz                      |
| Pariser Straße 106 ·  | Anna Nachmann geb. Neumann Jg. 1872         | Deportiert 1940 Gurs Ermordet 11.11.1940           |      | Landfrauenverein Nieder-Olm                   |
| Pariser Straße 89 ·   | Johanna Jacobi geb. Klein Jg. 1855          | Deportiert 1942 Theresienstadt Ermordet 16.10.1942 |      | Evangelische Kirchengemeinde                  |
| Alte Landstraße 16 ·  | Eugenie Kirchheimer geb. Schaffner Jg. 1885 | Deportiert 1942 Treblinka Ermordet                 |      | Evangelischer Kirchenvorstand                 |
| Pariser Straße 98 ·   | Leopold Kramer Jg. 1900                     | Flucht 1939 Uruguay Überlebt                       |      | Pfarrgemeinderat (Kath. Kirche)               |
| Pariser Straße 98 ·   | Betty Kramer geb. Strauss Jg. 1908          | Flucht 1939 Uruguay Überlebt                       |      | Stadt Nieder-Olm                              |
| Pariser Straße 98 ·   | Miriam Kramer Jg. ???                       | Flucht 1939 Uruguay Überlebt                       |      | IGS Nieder-Olm                                |
| Pariser Straße 98 ·   | Alice Kramer Jg. ???                        | Flucht 1939 Uruguay Überlebt                       |      | Glockwerks Lichte Kunstprojekte e. V.         |
| Pariser Straße 74 ·   | Otto Baum Jg. ???                           | Flucht 1938 USA Überlebt                           |      | TV 1893 e. V. Nieder-Olm                      |
| Pariser Straße 74 ·   | Hedwig Baum Jg. ???                         | Flucht 1938 USA Überlebt                           |      | FSV Nieder-Olm                                |
| Pariser Straße 74 ·   | Pauline Baum Jg. ???                        | Flucht 1938 USA Überlebt                           |      | FDP Nieder-Olm                                |
| Pariser Straße 52 ·   | Ludwig Goldschmitt Jg. 1881                 | Flucht 1936 USA Überlebt                           |      | DLRG-Ortsgruppe Nieder-Olm                    |
| Pariser Straße 52 ·   | Frieda Goldschmitt geb. Haas Jg. 1891       | Flucht 1936 USA Überlebt                           |      | Grundschule (Burgschule) Nieder-Olm           |
| Pariser Straße 52 ·   | Liesel Goldschmitt Jg. ???                  | Flucht 1936 USA Überlebt                           |      | Bläserchor Nieder-Olm e. V.                   |
| Pariser Straße 52 ·   | Ruth Goldschmitt Jg. ???                    | Flucht 1936 USA Überlebt                           |      | NOCC Nieder-Olmer Carneval Club e. V.         |
| Gärtnergasse 10 ·     | Alfred Schlösser Jg. 1876                   | Flucht 1936 Südafrika Überlebt                     |      | Einzelpersonen aus Nieder-Olm                 |
| Gärtnergasse 10 ·     | Betty Schlösser geb. Rindsberg Jg. 1878     | Flucht 1936 Südafrika Überlebt                     |      | Einzelpersonen aus Nieder-Olm                 |
| Gärtnergasse 10 ·     | Anne Schlösser Jg. 1913                     | Flucht 1936 Südafrika Überlebt                     |      | Einzelpersonen aus Nieder-Olm                 |
| Gärtnergasse 10 ·     | Ernst-Ludwig Jakob Schlösser Jg. 1925       | Flucht 1935 USA Überlebt                           |      | Einzelpersonen aus Nieder-Olm                 |